# Gérard d'Enghien-Havré
Pour les articles homonymes, voir Enghien.
Gérard d'Enghien, chevalier, était un seigneur d'Havré, de Rhode et Bienvenes, châtelain de Mons, mort en mars 1361.

## Biographie
Il était le fils de Sohier d'Enghien-Havré et de Béatrice de Raineval. 
Il fonda la chapelle Ste-Marguerite de Mons en 1358.

## Filiation
Il se maria avec Marie de Rumigny et Fagnoles (morte le 13 février 1333), fille de Jacques de Rumigny et de  Marguerite de Mirward, puis en deuxièmes noces avec Jeanne de Ligne (morte en mai 1368), fille de Fastré seigneur de Ligne et de Jeanne de Condé et eurent comme enfants :
- Jeanne d'Enghien (morte le 12 mai 1425), dite de Fagnoles dame d'Harvengt et de Biévennes puis de châtelaine de Mons et seigneure d'Havré et de Ghlin par acte de 1407 de par son neveu Jacques ;
- Hue d'Enghien, dit de Fagnoles ;
- Gérard II d'Enghien.

## Sources
- Scarlet ;
- Étienne Pattou .